# Overton (Lancashire)
Overton is een civil parish in het bestuurlijke gebied Lancaster, in het Engelse graafschap Lancashire met 1069 inwoners.